# Stefan Schard

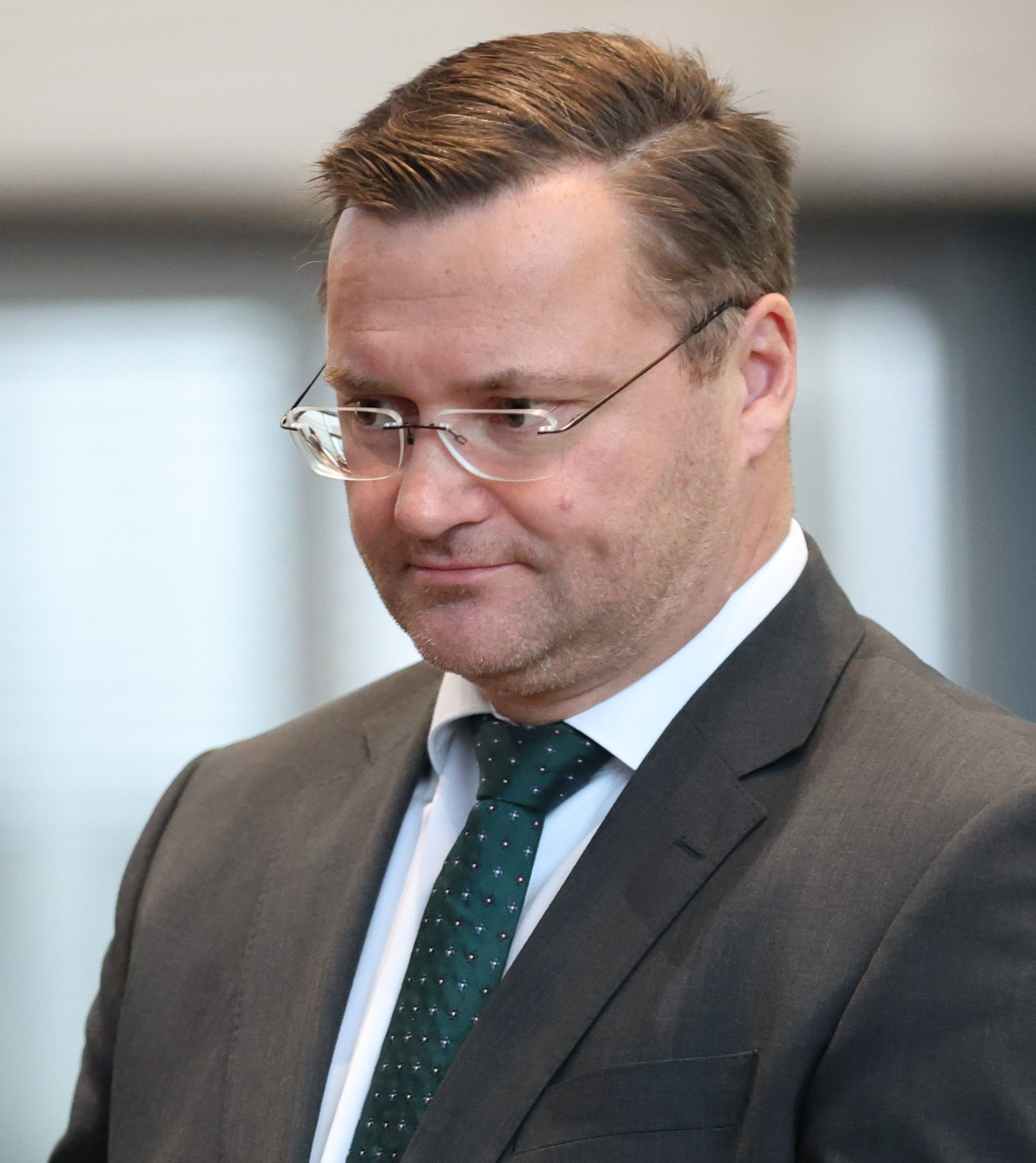
Stefan Schard (2024)

Stefan Schard (* 1974 in Erfurt) ist ein deutscher Jurist und Politiker (CDU). Er ist seit 2019 Mitglied des Thüringer Landtages.

## Leben
Schard wuchs in Greußen auf. An der Universität Jena studierte Schard Rechtswissenschaften. Von 2009 bis 2019 war er als Beamter in der Stadtverwaltung Sondershausen tätig und dort Leiter des Hauptamtes. Bei der Landtagswahl in Thüringen 2019 gelang ihm als Direktkandidat im Wahlkreis Kyffhäuserkreis I – Eichsfeld III mit 34,4 % der Wahlstimmen der Einzug in den Thüringer Landtag. Bei der Landtagswahl 2024 konnte er das Direktmandat verteidigen.
Schard ist verheiratet und wohnt mit seiner Familie in Sondershausen.